# よかトピアFM
よかトピアFM（よかトピアエフエム 英：YOKATOPIA:FM）は、福岡県福岡市で開催されたアジア太平洋博覧会開催中に設けられたイベント放送局の名称。運営は九州朝日放送が担当していた。

## 概要
1988年に制度化された臨時目的放送局（イベント放送局）の第一号として、催事案内などの博覧会情報やタレントとのインタビュー番組などを制作。九州朝日放送制作部副部長の岸川均が指揮を取り学生や外国人など若手のスタッフが制作を行い、国際色豊かな雰囲気で「海と夏」をイメージした音楽パビリオンとしてロック・ポップスを中心とした選曲を行った。 

## 沿革
- 1988年12月14日 - 予備免許付与。
- 1989年
  - 1月26日 - スタジオ竣工[1]。
  - 2月6日 - 試験電波送出開始[1]。
  - 3月1日 - 開局[1]。
  - 7月 - 週末番組を土曜 - 日曜から金曜 - 日曜に拡大。
  - 9月3日 - 放送最終日、電話リクエスト特集を中心に実施し閉会式中継をもって放送終了[2]。

## 放送局データ
- 局名 - 財団法人アジア太平洋博覧会協会所属極超短波放送局
- 呼出符号 - JOBZ-FM
- 周波数 - 76.3MHz
- 空中線電力 - 100W
- 愛称 - radio MOMO、NAGISA MUSIC PAVILION[3]
- 送信所 - 福岡タワー
- 演奏所 - 福岡市早良区百道浜3丁目901-10（テーマ館西側）
- 聴取可能地域 - 博覧会会場周辺半径15-20km
- 放送期間 - 1989年3月1日 - 9月3日
- 放送時間 - 8:00 - 22:00

## 聴取状況
1989年6月3日 - 9日にかけてのビデオリサーチによる福岡市役所から半径20kmの福岡都市圏を対象にした聴取状況調査では、全752サンプルの内62.5％が本局を知っている、31.3%が聞いたことが有ると回答。
福岡県外からの遠距離受信については期間中東京都13通、埼玉県11通、長崎県8通、神奈川県7通、北海道・静岡県6通、千葉県5通、大阪府・佐賀県4通、新潟県・京都府3通、青森県・山形県・愛知県・島根県・岡山県・鹿児島県2通、宮城県・秋田県・福島県・茨城県・富山県・長野県・三重県・広島県・山口県・愛媛県・大分県・沖縄県1通の受信報告が寄せられた。

## 主な番組
- よかトピア Today"ピアピアMorning"（全曜日8:00 - 10:00）[5]
  - パーソナリティ：清水千晴、東美穂、的場英利、林田真穂、安武優子
  - その日の博覧会予定とともにオールディーズやロックの定番曲を取り上げる。
- Music Channel 76.3MHz（3-6月 月曜-金曜・7-9月 月曜 - 木曜 10:00 - 13:00）
  - パーソナリティ：ロッカトピア（外国人パーソナリティグループ）
  - 博覧会情報とロッカトピアによる独特の選曲を取り上げる[2]。
- NAGISA MUSIC PAVILION（3-6月 月曜-金曜・7-9月 月曜 - 木曜 13:00 - 16:00）[5]
  - パーソナリティ：古賀香織、田中ゆき
  - オールジャンルの音楽番組として、博覧会にゲスト出演した歌手を迎えてのインタビューや参加国の紹介を展開。
- よかトピア Music Sky Walker（3-6月 月曜-金曜・7-9月 月曜 - 木曜 16:00 - 19:00）[5]
  - パーソナリティ：田中ゆき、木村匡也、古賀香織
  - 前半はJ-POP、後半はアメリカのヒットチャートから選曲しコンパニオンを迎えてのパビリオン紹介も展開。
- Fukuoka Night ピア（3-6月 月曜-金曜・7-9月 月曜 - 木曜 19:00 - 22:00）[5]
  - パーソナリティ：的場英利、木村匡也、外国人パーソナリティ4名
- よかトピア Music Brunch（3-6月 土曜-日曜・7-9月 金曜 - 日曜 10:00 - 13:00）[5]
  - パーソナリティ：ロッカトピア
  - 邦楽・洋楽各ヒットチャートからの選曲の他、土曜日には電話リクエストも展開。
- よかトピア Music Heat Wave（3-6月 土曜-日曜・7-9月 金曜 - 日曜 13:00 - 17:00）[5]
  - パーソナリティ：木村匡也、外国人パーソナリティ3名
  - リゾートシアターなど会場内からの生中継や街頭インタビューを交えたリクエスト番組。
- よかトピア Seaside Walker（3-6月 土曜-日曜・7-9月 金曜 - 日曜 17:00 - 19:30）[5]
  - パーソナリティ：東美穂、九州朝日放送アナウンサー他
  - ヒット曲やスローナンバー、ブラック・コンテンポラリー楽曲などお洒落な楽曲を選曲する[2]。
- よかトピア Sound Sailing（3-6月 土曜-日曜・7-9月 金曜 - 日曜 17:00 - 19:30）[5]
  - パーソナリティ：福山智美、田中ゆき、古賀香織ほか
  - 人気歌手の特集や明日の博覧会の見どころの紹介を展開。

## 主なゲスト
| 3月 1日 THE ALFEE 13日 勝誠二 21日 THE PEPPER BOYS 22日 ボーイ・ボーイズ 23日 松山千春 24日 麗美 26日 森高千里 28日 MICA | 4月 3日 スターダストレビュー 5日 鈴木雄大 6日 MINNE 7日 NIGHT HAWKS 13日 横山輝一 14日 今井麻起子 17日 ZIG ZAG 18日 The TOYS 19日 蛎崎弘＋"ｒ"project 20日 CHAR（ピンククラウド） 21日 飯島真理 22日 リリー＆スージー 23日 アンジー 24日 T-SQUARE 28日 加藤登紀子 30日 夏木マリ | 5月 8日 ROLLIE 9日 阿Q 10日 大内義昭 16日 J-WALK 18日 吉野千代乃、谷村有美 23日 SHIHO 25日 安藤秀樹 |

| 6月 1日 真璃子 2日 さとう宗幸、喜屋武マリー 5日 De-LAX 7日 DREAMS COME TRUE 8日 大江慎也 12日 キャディラック 13日 南こうせつ 21日 荒木真樹彦 22日 POGO 23日 JACO-NELO 26日 松岡直也 28日 Pli:z 29日 スターダストレビュー | 7月 3日 川嶋みき 4日 SING LIKE TALKING 5日 SHOWER 6日 いんぐりもんぐり 7日 GRAND PRIX 9日 南こうせつ 11日 THE STREET BEATS 13日 小森田実 14日 LOUDNESS、Sheila Majid、三宅裕司 16日 徳永英明 19日 ZIGGY 20日 河島英五 24日 桑名正博 25日 高橋研 | 8月 2日 J-BLOODS 3日 鈴木トオル 4日 EPO、上田知華 5日 深津絵里 6日 カマサミ・コング（13:00～17:00スペシャルDJ） 13日 リゾートシアター「KDD 001 SOUND COCKTAIL '89」中継（松岡直也、サーカス、バブルガム・ブラザーズ、大野えり） 16日 辛島美登里 24日 松本伊代 25日 鈴木雅之 29日 関口誠人 9月 1日 JADOES |